# 格武布奇采縣

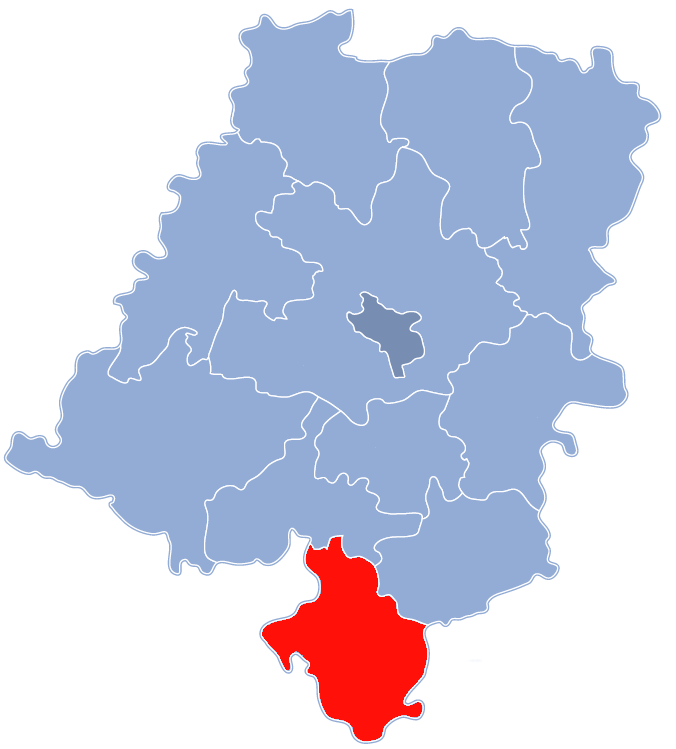

50°12′0″N 17°50′3″E / 50.20000°N 17.83417°E
格武布奇采縣（波蘭語：Powiat głubczycki），是波蘭的縣份，位於該國南部，由奧波萊省負責管轄，首府設於格武布奇采，面積673平方公里，2007年人口49,818，人口密度每平方公里74人。